# Leon VI (papież)
Leon VI (łac. Leo VI, ur. w Rzymie, zm. w grudniu 928) – papież w okresie od czerwca 928 do grudnia 928.

## Życiorys
Leon był Rzymianinem, synem notariusza Krzysztofa i kardynałem-prezbiterem od św. Zuzanny. W czerwcu 928 Marozja i jej drugi mąż Gwidon z Toskanii doprowadzili do uwięzienia papieża Jana X i wyznaczyli Leona na jego następcę.
O działalności Leona VI jako papieża wiadomo jedynie, że nadał paliusz arcybiskupowi Janowi ze Spoleto i wydał bullę potwierdzającą jego prawa metropolitalne wobec diecezji Zadar i Nin. Podobnie jak jego poprzednik, Leon był papieżem przejściowym, ponieważ Marozja chciała, by na Stolicy Piotrowej zasiadł jej syn Jan XI.